# 唐绍仪故居
唐绍仪故居，位于中国广东省珠海市香洲区唐家湾镇唐家村山房路99号，是中华民国首任总理、晚清民国政治人物唐绍仪的旧居。1994年8月23日公布为第五批珠海市文物保护单位，2008年11月18日升格为广东省文物保护单位。